# Atarba (Atarbodes) intermedia
Atarba (Atarbodes) intermedia is een tweevleugelige uit de familie steltmuggen (Limoniidae). De soort komt voor in het Afrotropisch gebied.